# Вальдивьесо, Хуан
Хуа́н Умбе́рто Вальдивье́со Пади́лья (исп. Juan Humberto Valdivieso Padilla; 6 мая 1910, Лима — 2 мая 2007, Лима) — перуанский футболист, вратарь и нападающий. После завершения игровой карьеры работал тренером.

## Карьера
Участник чемпионата мира 1930 (был самым молодым вратарём турнира) и Олимпийских игр 1936 года в составе сборной Перу. Также участвовал в нескольких Чемпионатах Южной Америки и выиграл турнир в 1939 году. 
Всю свою карьеру провёл в клубе «Альянса Лима», где выступал с 1927 по 1938 год и с 1940 по 1941 год. Играл на позициях нападающего и голкипера. Он рекордсмен Перу по числу голов в одном матче — 7 мячей в ворота «Спортиво Унион» (8:1).
После окончания карьеры был тренером. Тренировал национальную сборную. Возглавлял клубы «Марискаль Сукре», «Депортиво Мунисипаль», «Дефенсор» (Лима), «Спорт Бойз». Также трудился столяром-краснодеревщиком, а затем 30 лет в муниципалитете Лимы. Умер Хуан Вальдивьесо 2 мая 2007 года от острой сердечной недостаточности за неделю до своего 97-летия.

## Достижения

### Как игрок
- Чемпион Перу (5): 1927, 1928, 1931, 1932, 1933
- Чемпион Южной Америки (1): 1939

### Как тренер
- Чемпион Перу: 1943, 1950

## Личная жизнь
Сын Хуана Вальдивьесо — Луис Вальдивьесо Монтано был министром экономики и финансов Перу. Внук Хуан Пабло Вальдивьесо представлял сборную Перу по плаванию на Олимпиаде 2000 и 2004.